# Chelonus narendrani
Chelonus narendrani är en stekelart som först beskrevs av Papp 1996.  Chelonus narendrani ingår i släktet Chelonus och familjen bracksteklar. Inga underarter finns listade i Catalogue of Life.